# 云南婆婆纳
云南婆婆纳（学名：Veronica yunnanensis）为車前草科婆婆纳属下的一个种。其种加词 yunnanensis 意为“云南的”。